# Polrussia
Polrussia — викопний рід ігуанових ящерів, що належить до пізньої крейдяної епохи, знайдений на території сучасної Монголії. Він належить до групи вимерлих ігуан під назвою Gobiguania, яка була ендеміком пустелі Гобі під час пізньої крейди. Типовий вид Polrussia mongoliensis був названий у 1991 році на основі черепа, знайденого у формації Barun Goyot. Назва роду стосується польських і російських палеонтологів, які разом працювали над пошуком і описом матеріалу. Polrussia має короткий череп, злегка загострену і приплюснуту морду, великі очні ямки. Зуби мають по одній куспі, на відміну від кількох гобігуанських зубів. Череп має довжину всього 1,2 сантиметра, що робить Polrussia одним з найменших гобігуанів.